# アンヘル・アヤラ
アンヘル・アヤラ（Ángel Ayala、2000年5月11日 - ）は、メキシコのプロボクサー。メヒコ州テスココ出身。元IBF世界フライ級王者。

## 来歴

### プロ時代
2019年5月7日、プロデビュー戦を行い、2回44秒TKO勝ち。
2021年1月22日、ティフアナのグランドホテル・ティフアナにてジオバニ・ゴンサレスとFECARBOXフライ級王座決定戦を行い、10回3-0の判定勝ちを収め王座獲得に成功した。
2024年8月9日、メキシコシティのレストランテ・アロヨにてIBF世界フライ級3位のデーブ・アポリナリオとIBF世界フライ級王座決定戦を行い、6回2分6秒KO勝ちを収め王座獲得に成功した。
2025年3月29日、日本のリングに初登場。愛知県国際展示場で一階級下のIBF世界ライトフライ級王者の矢吹正道と対戦。初回終了間際に左フック、2回に右強打のカウンターで矢吹にダウンを奪われ、3回中盤に激しい偶然のバッティングが起こり矢吹は右目下、アヤラは右眉上をカットし以降も両者ともに流血が激しくなりながらも最終回中盤で右フックのカウンターで矢吹にダウンを奪われ、直後に連打を与えられたところでレフェリーストップでプロ初黒星となる12回1分54秒TKO負けを喫し王座から陥落、矢吹の日本人ボクサー史上2人目かつ日本人男子ボクサー史上初の2階級同時制覇を許すこととなった。

## 戦績
- プロボクシング：19戦 18勝 (8KO) 1敗

| 戦           | 日付           | 勝敗 | 時間     | 内容     | 対戦相手                                 | 国籍       | 備考                                        |
| ------------ | -------------- | ---- | -------- | -------- | ---------------------------------------- | ---------- | ------------------------------------------- |
| 1            | 2019年3月7日   | ☆    | 2R 0:44  | TKO      | クリストファー・セラヤ                   | メキシコ   | プロデビュー戦                              |
| 2            | 2019年5月24日  | ☆    | 6R       | 判定2-1  | クリスティアン・ゴンザレス・エルナンデス | メキシコ   |                                             |
| 3            | 2019年7月20日  | ☆    | 6R       | 判定3-0  | ダニエル・ロメロ・ガルシア               | メキシコ   |                                             |
| 4            | 2019年9月7日   | ☆    | 3R 2:20  | TKO      | アドリアン・ルナ・マヤ                   | メキシコ   |                                             |
| 5            | 2019年10月31日 | ☆    | 8R       | 判定3-0  | ウゴ・エルナンデス・アギラール           | メキシコ   |                                             |
| 6            | 2019年12月6日  | ☆    | 6R       | 判定3-0  | ルイス・セリト・エルナンデス             | メキシコ   |                                             |
| 7            | 2020年2月28日  | ☆    | 5R 2:04  | TKO      | オマル・ペリバン                         | メキシコ   |                                             |
| 8            | 2020年9月11日  | ☆    | 1R 2:48  | KO       | エデュアルド・ガルシア・バルデラス       | メキシコ   |                                             |
| 9            | 2020年10月16日 | ☆    | 2R 2:25  | KO       | ルイス・カストロ                         | メキシコ   |                                             |
| 10           | 2020年12月4日  | ☆    | 8R       | 判定3-0  | フアン・グアダルペ・ムノス・バスケス     | メキシコ   |                                             |
| 11           | 2021年1月22日  | ☆    | 10R      | 判定3-0  | ジオバニ・ゴンサレス                     | メキシコ   | FECARBOXフライ級王座決定戦                  |
| 12           | 2021年4月30日  | ☆    | 7R       | 負傷判定 | ブランドン・ガジャルド・バルガス         | メキシコ   | ABFインターコンチネンタルフライ級王座決定戦 |
| 13           | 2021年8月6日   | ☆    | 2R 2:15  | KO       | フアン・アレホ                           | メキシコ   |                                             |
| 14           | 2022年4月9日   | ☆    | 12R      | 判定3-0  | クリストファー・ロサーレス               | ニカラグア |                                             |
| 15           | 2022年7月23日  | ☆    | 1R 1:19  | TKO      | ミゲール・エレラ                         | メキシコ   |                                             |
| 16           | 2023年3月4日   | ☆    | 12R      | 判定3-0  | ルイス・ロドリゲス                       | メキシコ   |                                             |
| 17           | 2023年10月14日 | ☆    | 12R      | 判定3-0  | フェリックス・アルバラード               | ニカラグア |                                             |
| 18           | 2024年8月9日   | ☆    | 6R 2:06  | KO       | デーブ・アポリナリオ                     | フィリピン | IBF世界フライ級王座決定戦                   |
| 19           | 2025年3月29日  | ★    | 12R 1:54 | TKO      | 矢吹正道（LUSH緑）                       | 日本       | IBF陥落                                     |
| テンプレート |                |      |          |          |                                          |            |                                             |

## 獲得タイトル
- FECARBOXフライ級王座
- ABF（アジアボクシング連盟）インターコンチネンタルフライ級王座
- IBF世界フライ級王座（防衛0）